# Mission of Dead Souls
Albums de Throbbing Gristle
Heathen Earth
(1979) Journey Through a Body
(1982)
Mission of Dead Souls est un album live publié par le groupe de musique industrielle Throbbing Gristle sorti en septembre 1981. Il s'agit de l'enregistrement d'un concert donné le 29 mai 1981 au Kezar Pavilion (en) situé dans le Golden Gate Park à San Francisco, en conclusion à la première tournée américaine de TG. Ce fut également l'ultime concert du groupe avant sa première dissolution, qui fut rendue officielle le 23 juin 1981.

## L'album

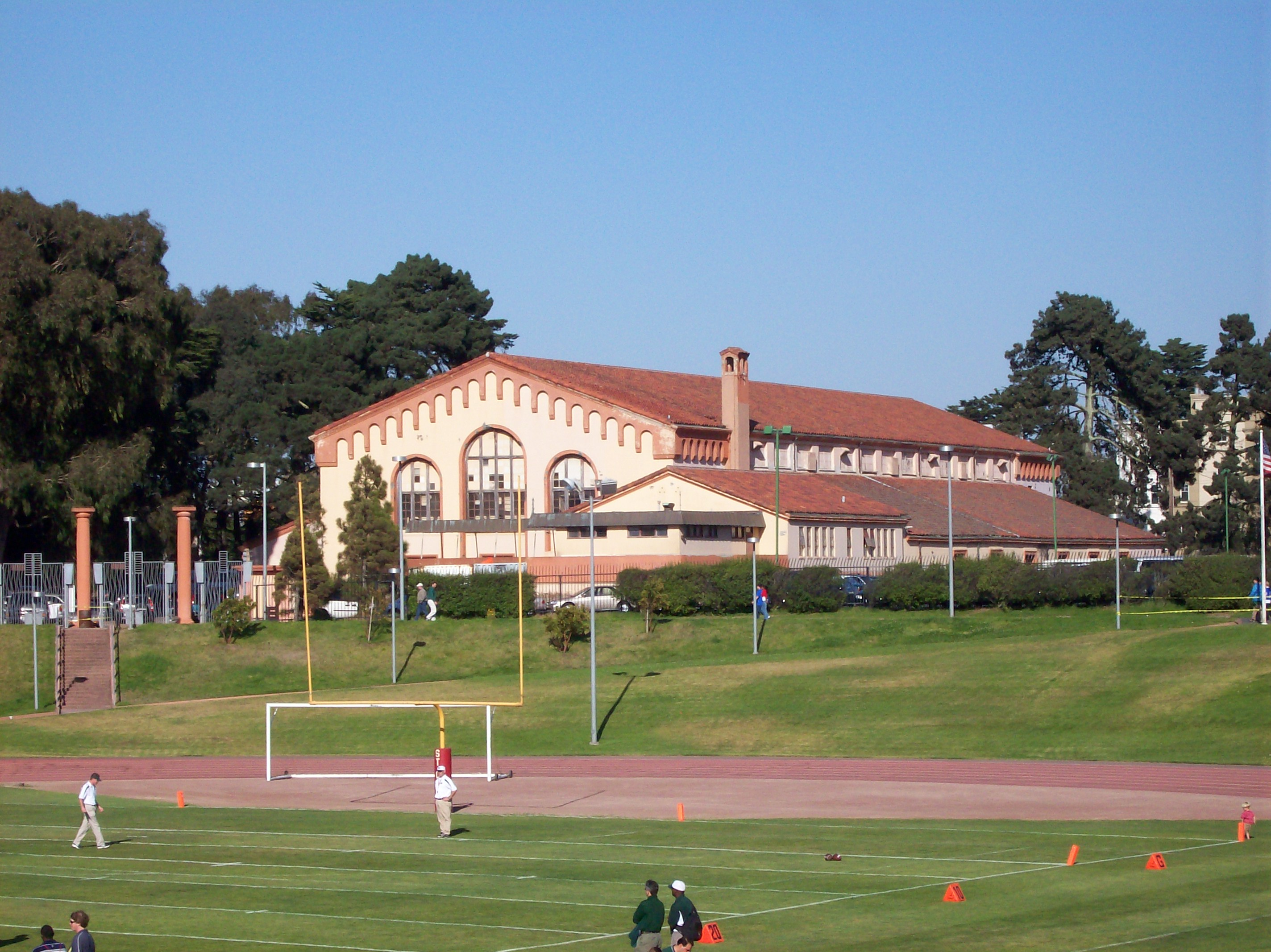
Le Kezar Pavilion, construit en 1924, où s'est déroulé le concert.

Throbbing Gristle a été invité à jouer deux dates en Californie, à l'invitation de Michael Sheppard. La première se déroule le 22 mai 1981 à Los Angeles, et la deuxième le 29 mai à San Francisco, dans un spacieux pavillon situé dans le Golden Gate Park, qui fait office durant la journée de salle de basket-ball. Cosey Fanni Tutti décrit ce concert comme l'un des meilleurs que le groupe ait joué, et relate avoir vécu une expérience de hors-corps,. 

### Contexte de l'enregistrement
Le groupe prend la décision de se séparer après ce concert, les tensions entre les quatre musiciens étant devenues insurmontables. Durant le voyage, P-Orridge se rend à Tijuana au Mexique pour s'y marier avec Paula Brooking (en), sa compagne depuis 1979, sans inviter les autres membres du groupe. Tutti et Carter, de leur côté, travaillent déjà à leur premier album en tant que Chris & Cosey, Heartbeat. Peu avant la tournée, Tutti a appris qu'elle est enceinte de Carter. 

### Captation vidéo
Un enregistrement vidéo du concert a été publié au format VHS en 1983. Cette vidéo a été incluse dans le coffret TGV en 2007.

### Réception critique
Lors de la réédition de l'album par Mute en 2018, Joe Muggs déclare qu'il s'agit d'un "document phénoménal" et décrit ce concert comme un "rêve enfiévré",. Simon Tucker observe que le concert témoigne du sens du détail et du rythme de TG, et décrit l'album comme un "triomphe absolu". 

### Titres
| 1.  | Dead Souls           | 5:05 |
| 2.  | Guts On The Floor    | 6:04 |
| 3.  | Circle Of Animals    | 5:27 |
| 4.  | Looking For The OTO  | 5:06 |
| 5.  | Vision And Voice     | 7:11 |
| 6.  | Funeral Rites        | 5:20 |
| 7.  | Spirits Flying       | 8:16 |
| 8.  | Persuasion U.S.A.    | 7:07 |
| 9.  | The Process          | 0:50 |
| 10. | Discipline (Reprise) | 2:59 |

## Sources
: document utilisé comme source pour la rédaction de cet article.
- Éric Duboys, Industrial Music for Industrial People, Camion Blanc, 2007, 557 p. (ISBN 978-2-910196-49-3)
- (en) Simon Ford, Wreckers of Civilisation : The Story of COUM Transmissions and Throbbing Gristle, Black Dog Publishing, 1999, 300 p. (ISBN 978-1901033601).
- (en) Alexander Reed, Assimilate : A Critical History of Industrial Music, Oxford University Press, 2013
- (en) Simon Reynolds, Rip It Up and Start Again : Postpunk 1978-1984, Faber & Faber, 2005
- (en) Cosey Fanni Tutti, Art Sex Music, Faber & Faber, 2017, 502 p. (ISBN 978-0-571-32852-9).